# ロサンゼルス・メモリアル・コロシアム
ロサンゼルス・メモリアル・コロシアム（Los Angeles Memorial Coliseum）は、アメリカ合衆国のカリフォルニア州ロサンゼルスにあるスタジアムである。
普段はアメリカンフットボールに使用されており、現在はカレッジフットボールのUSCトロージャンズ（南カリフォルニア大学）の本拠地である。

## オリンピック

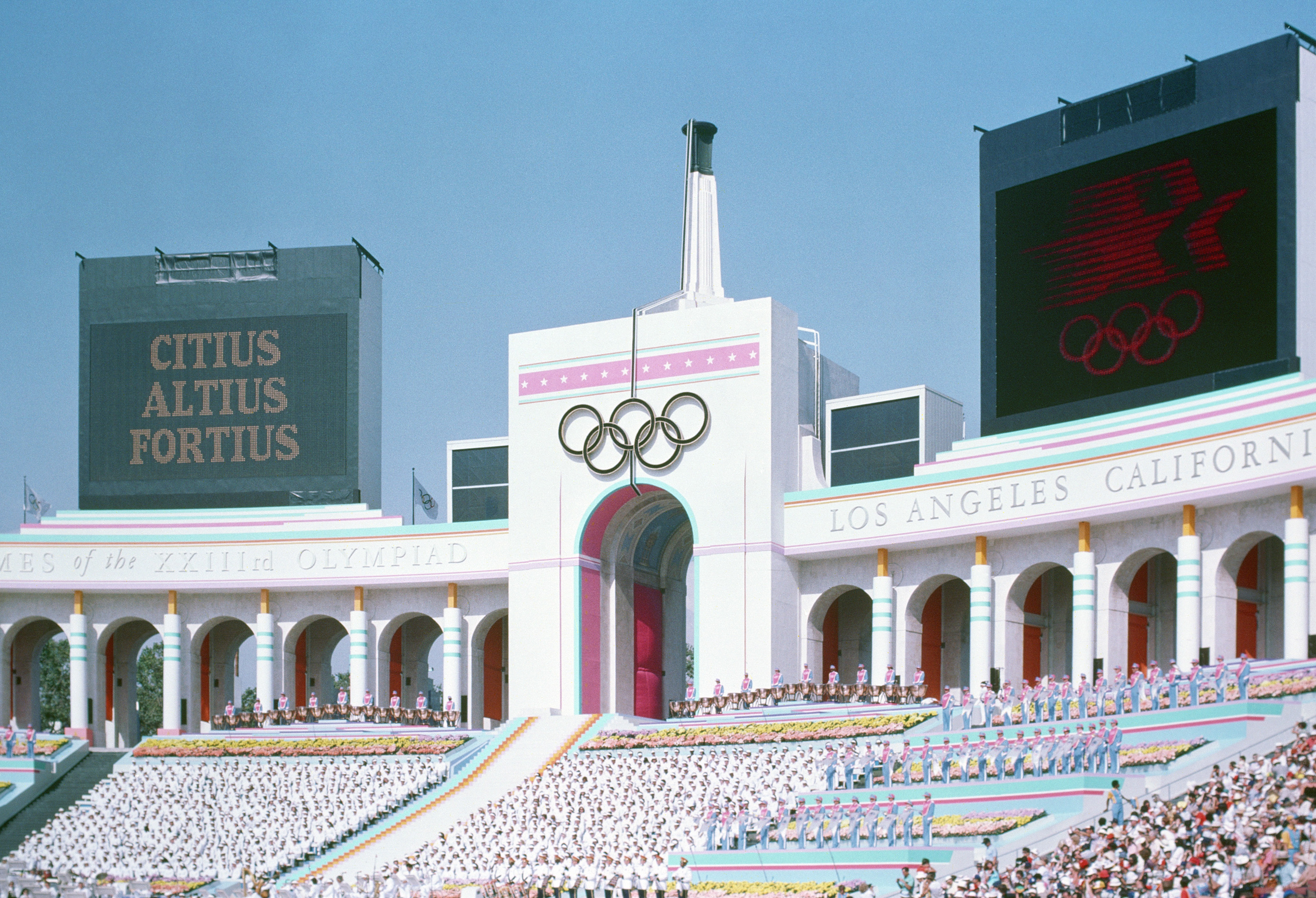
1984年オリンピック夏季大会開会式（1984年7月28日）

1923年5月に開場したロサンゼルス・メモリアル・コロシアムは、1932年と1984年の夏のオリンピックで開会式・閉会式会場および陸上競技の主会場となった。
2028年の夏のオリンピックも同じ様に使われる予定で、パラリンピックでも使われる予定である。入場ゲートの上には、オリンピックのシンボルである五輪マークが飾られている。
スタジアム正面には実物の人間とほぼ同じ大きさの2体の銅像がある。男女のアスリートの裸像で、男性はテリー・シュローダー（水球）、女性はジャッキー・ジョイナー・カーシー（陸上）がモデルとなっている（二人とも1984年大会に出場）。彫刻家ロバート・グラハムが1984年大会のために製作したもので、解剖学的に正確な描写がなされた彫像として名高い。
大会中に絶えることなく火を灯し続けた聖火台が、スタジアムの一端に並ぶ列柱の上に今も、当時を偲ばせるように残されている。
この聖火台は現在でも、他都市でのオリンピック開催中やUSCトロージャンズの試合開催時、その他特別な出来事・事件があった場合には点火される。2001年9月11日のアメリカ同時多発テロ事件発生時や2004年6月5日のロナルド・レーガン元大統領死去、2005年4月2日のローマ教皇ヨハネ・パウロ2世死去（教皇は1987年にはメモリアル・コロシアムでミサを行っている）などの際、1週間ほどにわたり火が灯された。
なお、夏季オリンピックを複数回開催している都市は他にもあるが、開・閉会式会場を複数回同じ施設で行ったのはメモリアル・コロシアムが唯一の実例である。

## アメリカンフットボール
1923年の開場以来、長らくメモリアル・コロシアムを本拠地にしていたのは、カレッジフットボールのUSCトロージャンズ（南カリフォルニア大学）とUCLAブルーインズ（カリフォルニア大学ロサンゼルス校）であった。
1946年、NFLクリーブランド・ラムズ（現:ロサンゼルス・ラムズ）がオハイオ州クリーブランドから移転。チーム名をロサンゼルス・ラムズに改め、30年以上メモリアル・コロシアムを本拠地にした。また、その間の1960年には、その年に創設されたAFL（1970年にNFLと統合）のロサンゼルス・チャージャーズも1シーズンのみ本拠地としてメモリアル・コロシアムを使用した。
1979年限りでラムズがアナハイム・スタジアムへ移転したため、第二次世界大戦終結直後以来となる「プロチームの使用なし=カレッジフットボール専用」状態となった。しかし1982年、本拠地オークランド・アラメダ・カウンティ・コロシアムの拡張要求がオークランド市に聞き入れられなかったオークランド・レイダースがメモリアル・コロシアムへ移転してきた。これに伴うスケジュール調整のため、UCLAブルーインズはローズボウルへと移転していった。
1994年限りでレイダースがオークランド・アラメダ・カウンティ・コロシアムへ戻ったため、しばらくメモリアル・コロシアムを本拠地として使用しているチームはUSCトロージャンズのみとなった。
1951年から1972年および1979年のプロボウル、1967年1月15日の第1回AFL-NFLチャンピオンシップ（現在のスーパーボウル。パッカーズ 35－10 チーフス）、1973年1月14日の第7回スーパーボウル（ドルフィンズ 14－7 レッドスキンズ）、1984年6月30日のUSFLによる「プロ・アメリカンフットボール史上最も長い試合」など、メモリアル・コロシアムではさまざまな出来事があった。
2016年シーズンから2019年シーズンまで、ロサンゼルス・ラムズがハリウッドパーク競馬場跡地に建設されたSoFiスタジアムが完成するまでの間、暫定本拠地として使用した。ラムズがメモリアル・コロシアムを本拠地に使用するのは37年ぶりであった。
2017年5月、USCトロージャンズは命名権をユナイテッド航空に売却し、2018年1月29日から「ユナイテッドエアラインズ・メモリアルコロシアム」（United Airlines Memorial Coliseum）に名称を変更した。
さらに2019年8月15日には「ユナイテッドエアラインズフィールド・アット・ザ・ロサンゼルスメモリアルコロシアム」 （UNITED AIRLINES FIELD AT THE LOS ANGELES MEMORIAL COLISEUM）に再度変更したが、その前に改修工事が行われ、スタジアムの収容人数は92,348人から77,500人に削減された。
なお、命名権採用後は上記の名称を使うが、FIFA（国際サッカー連盟）・IOC（国際オリンピック委員会）主催・主管の国際試合・大会においては、クリーンスタジアム規定（命名権名称使用禁止規定）が適用され、メモリアル・コロシアム自体が主催団体による制限区域となるため、例外的に「メモリアル・コロシアム」に戻される。

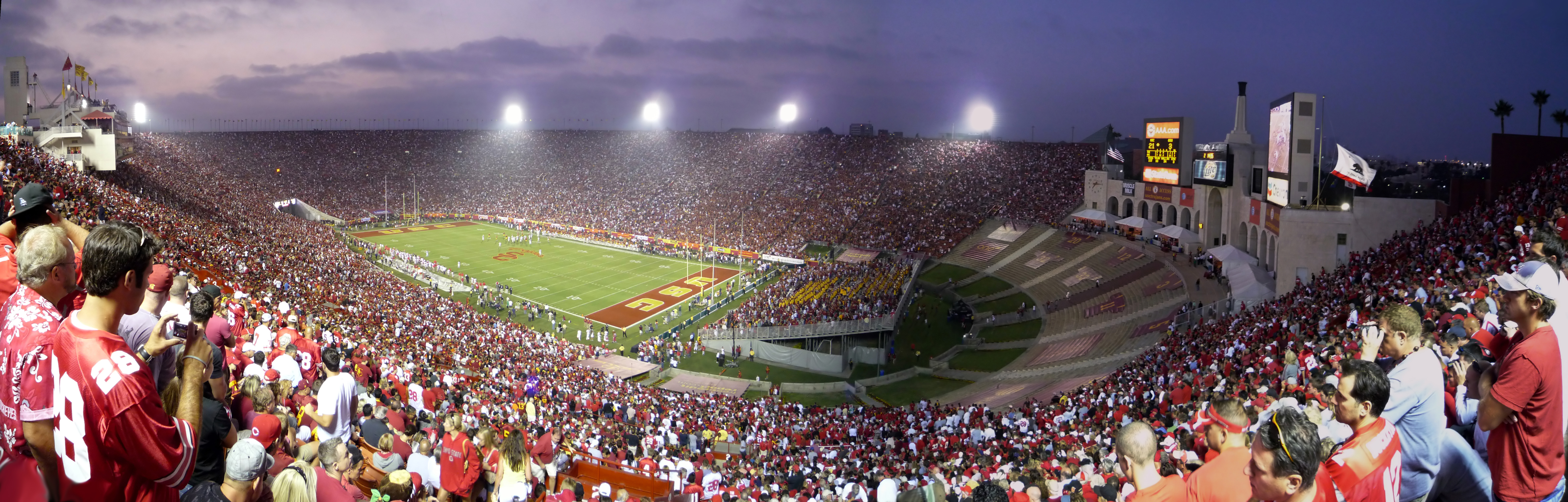
93,607人の観客を集めたカレッジフットボール

## 野球
ニューヨーク・ブルックリンからロサンゼルスへ移転してきたMLBロサンゼルス・ドジャースは、ドジャー・スタジアム完成までの4年間、メモリアル・コロシアムを暫定的な本拠地とした。卵形の形状であるため、左翼～左中間が極端に狭くなるなど野球場には適していないにもかかわらず、ドジャースの試合には大勢のファンが詰めかけた。

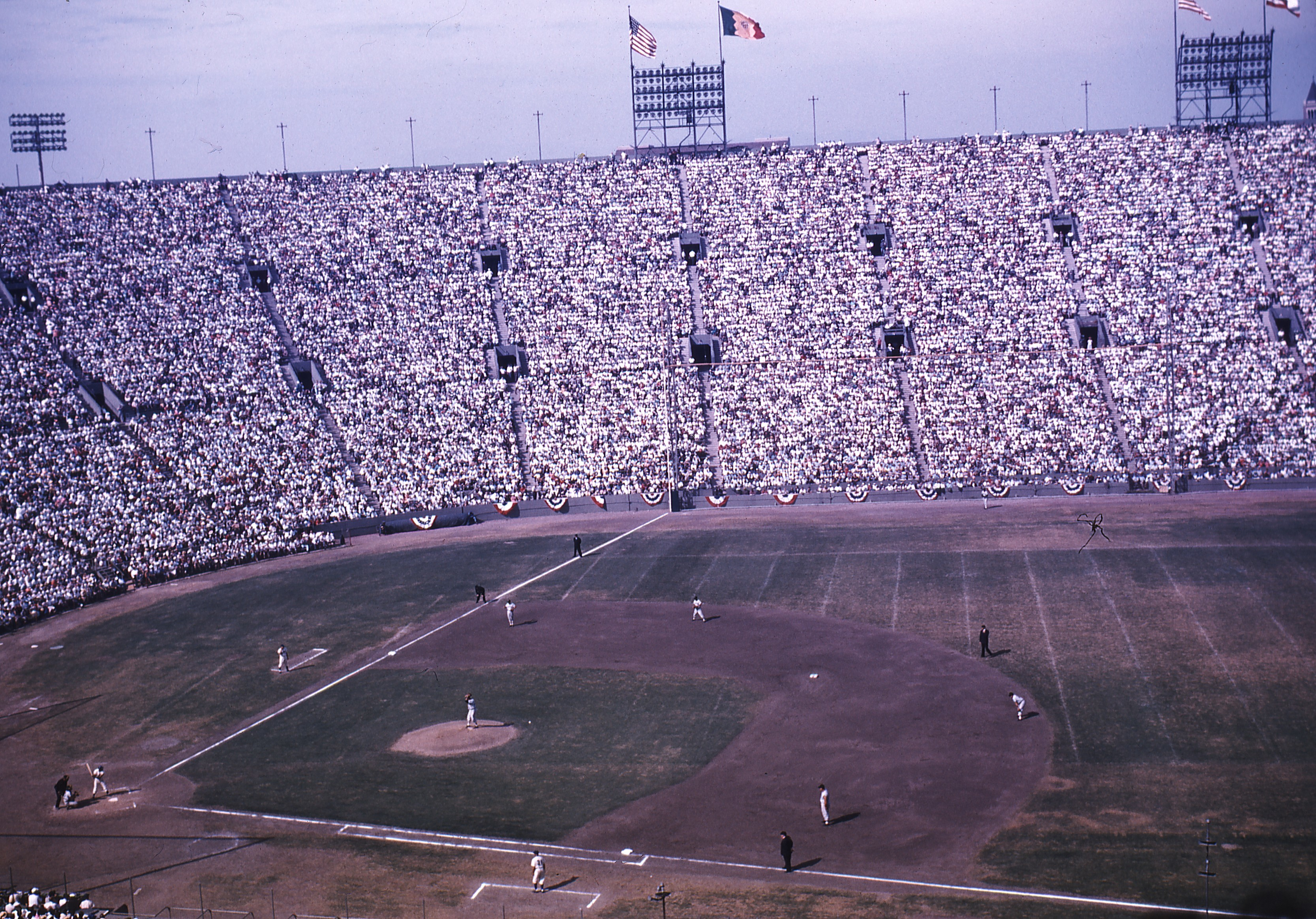
1959年のワールドシリーズ

野球場として使用した時の平面図

野球場としての規模は以下のとおりとなっていた。
- 左翼 - 251.6 ft（約76.7 m）
- 左中間 - 320 ft（約97.5 m）
- 中堅 - 420 ft（約128.0 m）
- 右中間 - 380 ft（約115.8 m）
- 右翼 - 300 ft（約91.4 m）
- バックネット - 66 ft（約20.1 m）

本塁打対策として高さ40フィート（約12m）のスクリーンを立てたが、ちょっとした飛球でもこれに当たって跳ね返り、単打になるのでドジャースのジム・ギリアムなどスイッチヒッターはこれを狙って右投手に対してもしばしば右打席に入るほどであり、公認野球規則1.04「1958年6月1日以降、プロ球団が新設する球場は左右両翼325フィート（約99m）、中堅400フィート（約122m）の最短距離を必要とする。また、現在の球場を改造するには、やはりこの距離以下に短縮してはならない」が出来るきっかけとなった。
1959年のワールドシリーズ（ドジャース－ホワイトソックス）のうち、メモリアル・コロシアムで行われた第3戦～第5戦にはそれぞれ92,394人、92,650人、92,706人を動員。同年5月7日に行われたヤンキースとのエキシビジョン・ゲームには93,103人もの観客が来場した。また、同年8月3日のMLBオールスターゲーム第2戦の舞台にもなっている（ア 5－3 ナ）。
2008年3月29日、ドジャースのロサンゼルス移転50周年を記念したオープン戦（対レッドソックス）が開催され、米国スポーツ史上最多、そして世界の野球史上も最多となる11万5300人の観客を動員した。かつての使用時に比べてスタンドが増設されているため、当時よりも更に左翼フェンスまでの距離が短い状態となり、左翼フェンスには巨大なネットが張られての開催となった。

## その他

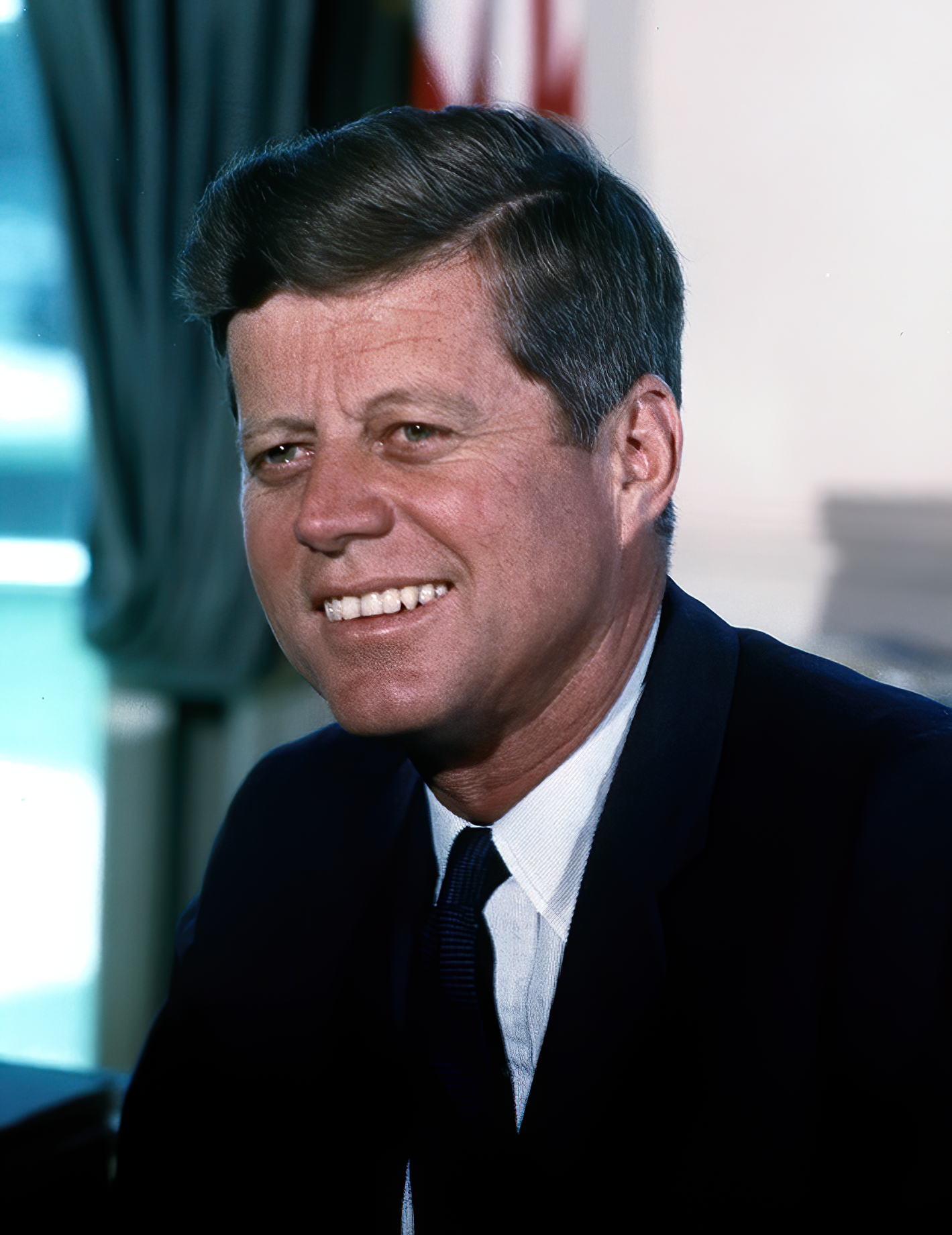
ジョン・F・ケネディ

1960年7月15日には民主党の党大会が開かれ、最終日であるこの日には上院議員で大統領候補に指名されたジョン・F・ケネディが受諾演説を行い、戦争や偏見、貧困に対する諸問題に関する「ニュー・フロンティア政策」を初めて披露した。
1968年9月27日、WBA世界フェザー級タイトルマッチがこの会場で行われ、日本の西城正三（協栄）がラウル・ロハス（アメリカ合衆国）を判定で下して日本人初となる海外世界王座獲得を果たしている。
1972年8月20日、スタックス・レコードが主催したコンサート「ワッツタックス」が開催された。出演者はザ・ステイプル・シンガーズ、アルバート・キング、ルーファス・トーマス、アイザック・ヘイズ、エディ・フロイドなど。コンサートには10万人が入場したと言われ、またそのほとんどがアフリカ系アメリカ人であった。コンサートを撮影した映画『ワッツタックス/スタックス・コンサート』が翌1973年に公開された。
1976年公開の米国映画『パニック・イン・スタジアム』の舞台となった。
1994年1月17日に起きたノースリッジ地震で大きな被害を受けて修復に9300万ドルを必要とした。
2007年6月2日、K-1を主催する株式会社FEGによる総合格闘技イベント『SoftBank presents Dynamite!! USA in association with ProElite』が開催された。